# Автомобильный мост через Волхов (Кириши)
Мост через Волхов в Киришах — связывает берега реки Волхов в городе Кириши Ленинградской области.

## История
Мост был построен в 1966 году и позволил впервые связать Кириши с Ленинградом шоссейной дорогой.
В 2008 году было выявлено, что действующий мост, несмотря на то, что находится в неплохом состоянии, не соответствует габаритам некоторых большегрузных автомобилей.
Поэтому комитетом по транспорту правительства области было предложено построить новую переправу. Проект нового моста в 2012 году получил положительное заключение Главгосэкспертизы, однако реализовать его не смогли. В 2019 году Главгосэкспертиза России повторно одобрила вновь актуализированный проект нового моста через реку Волхов.
Возведение нового моста началось в 2020 году с низовой стороны рядом с действующей переправой. Длина нового моста — 437 метров, ширина — 13. Он состоит из шести опор, пяти пролетов и более двух тысяч тонн металлоконструкций. Одной из его особенностей стала так называемая легкая насыпь на одном из берегов. Чтобы снизить нагрузку на грунт, её сделали из 30 тысяч штук пенополистироловых блоков.

Процесс строительства нового моста, 11 мая 2021 года
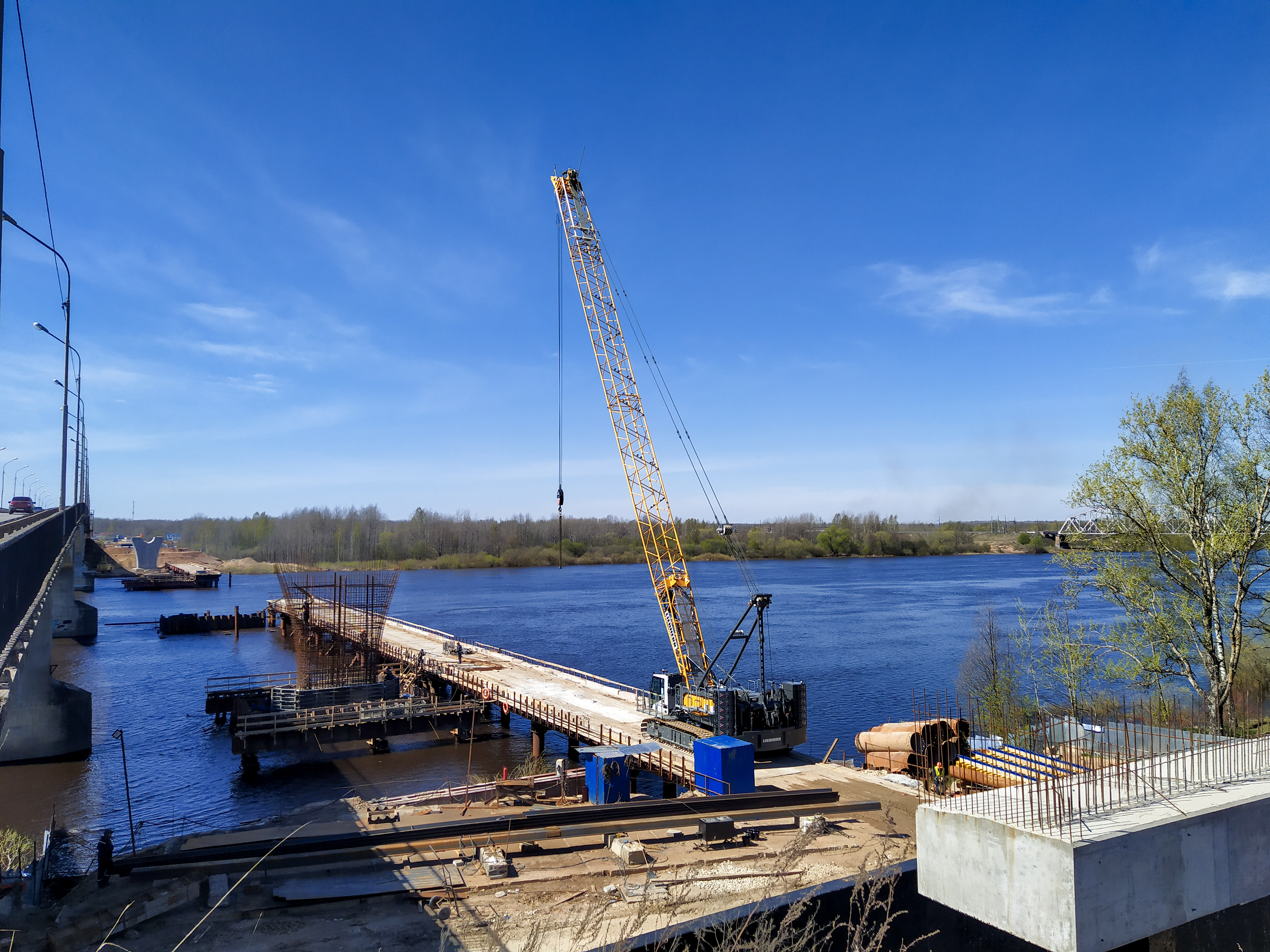
Арматура пятой опоры будущего моста через р. Волхов
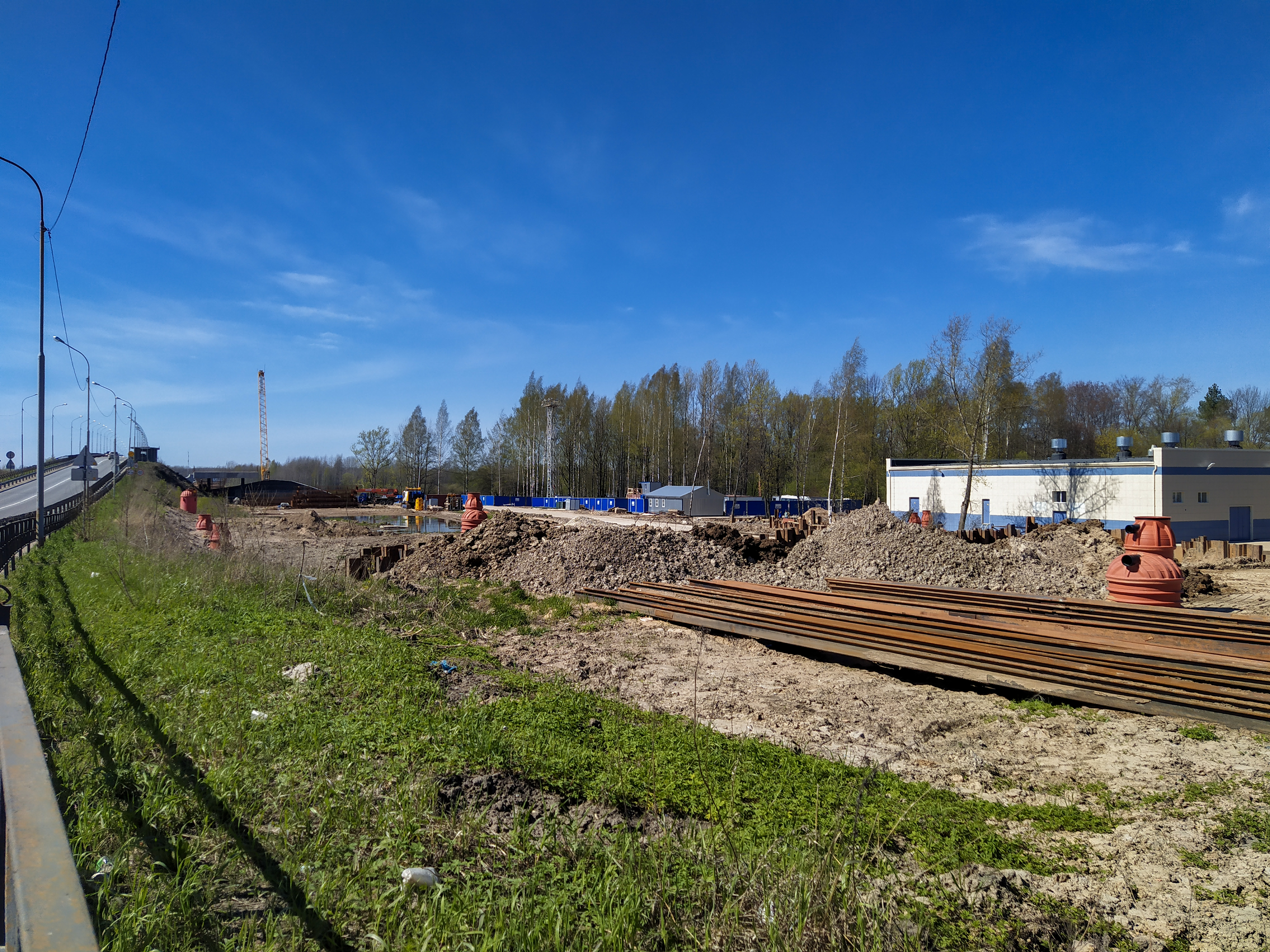
Вид на место будущей насыпи нового моста через р. Волхов со стороны Киришей

В 2023 году было объявлено о готовности открыть мост к концу года, однако открытие перенесли на следующий год. В начале 2024 года Администрация Киришского района объявила среди местных жителей конкурс на лучшее название для нового моста через реку Волхов. 5 марта 2024 года состоялась церемония открытия нового моста с участием губернатора Ленинградской области Александра Дрозденко. Движение в город стало осуществляться по старому мосту, из города — по новому. При этом на момент открытия новой переправы старый мост практически полностью исчерпал свой ресурс, в связи с чем глава региона сообщил о планах реконструкции моста 1966 года с перепрофилированием его в мост-дублёр: